# 埼玉県道・茨城県道268号西関宿栗橋線

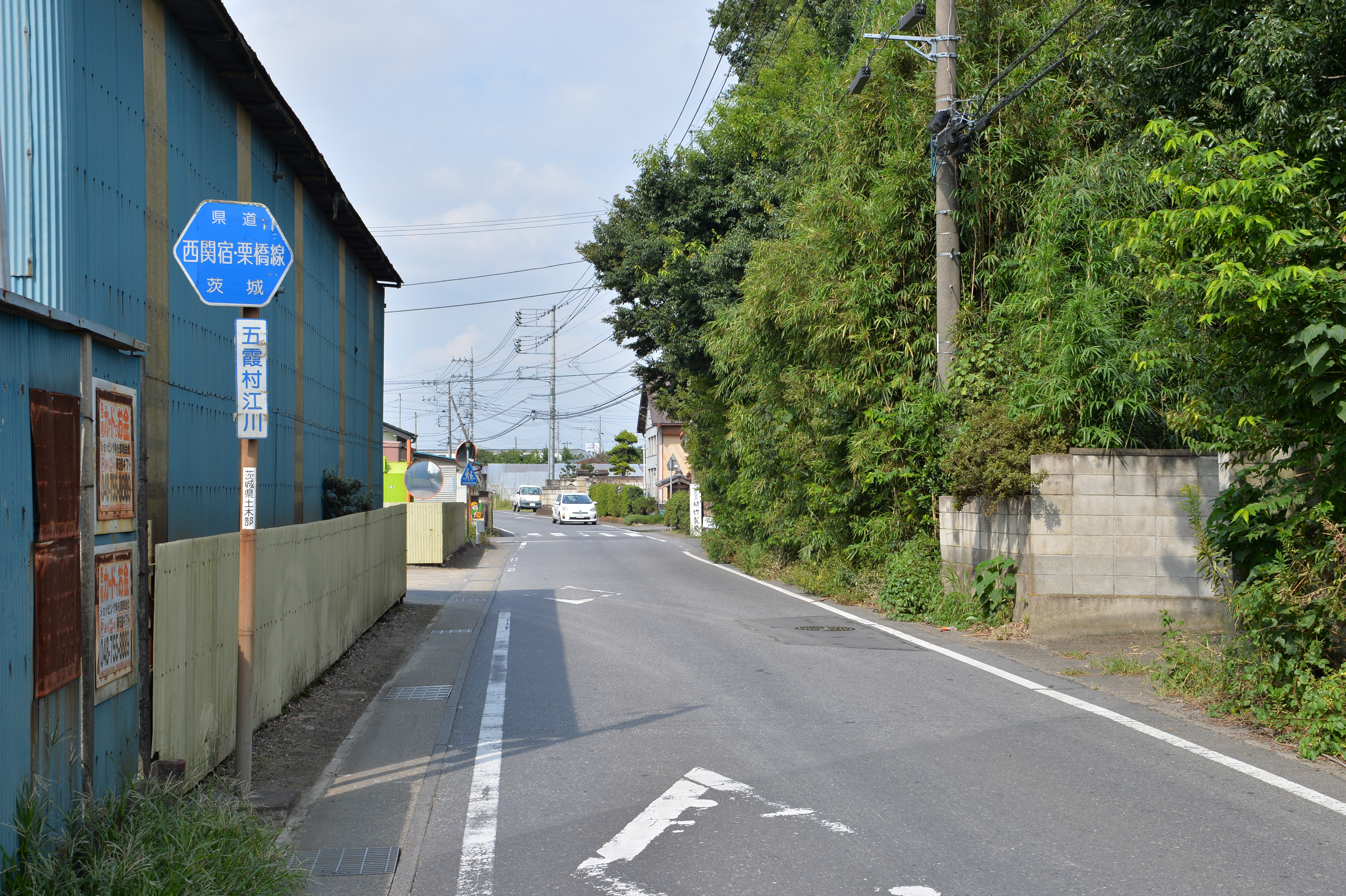
茨城県道268号西関宿栗橋線
猿島郡五霞町江川（2020年10月）

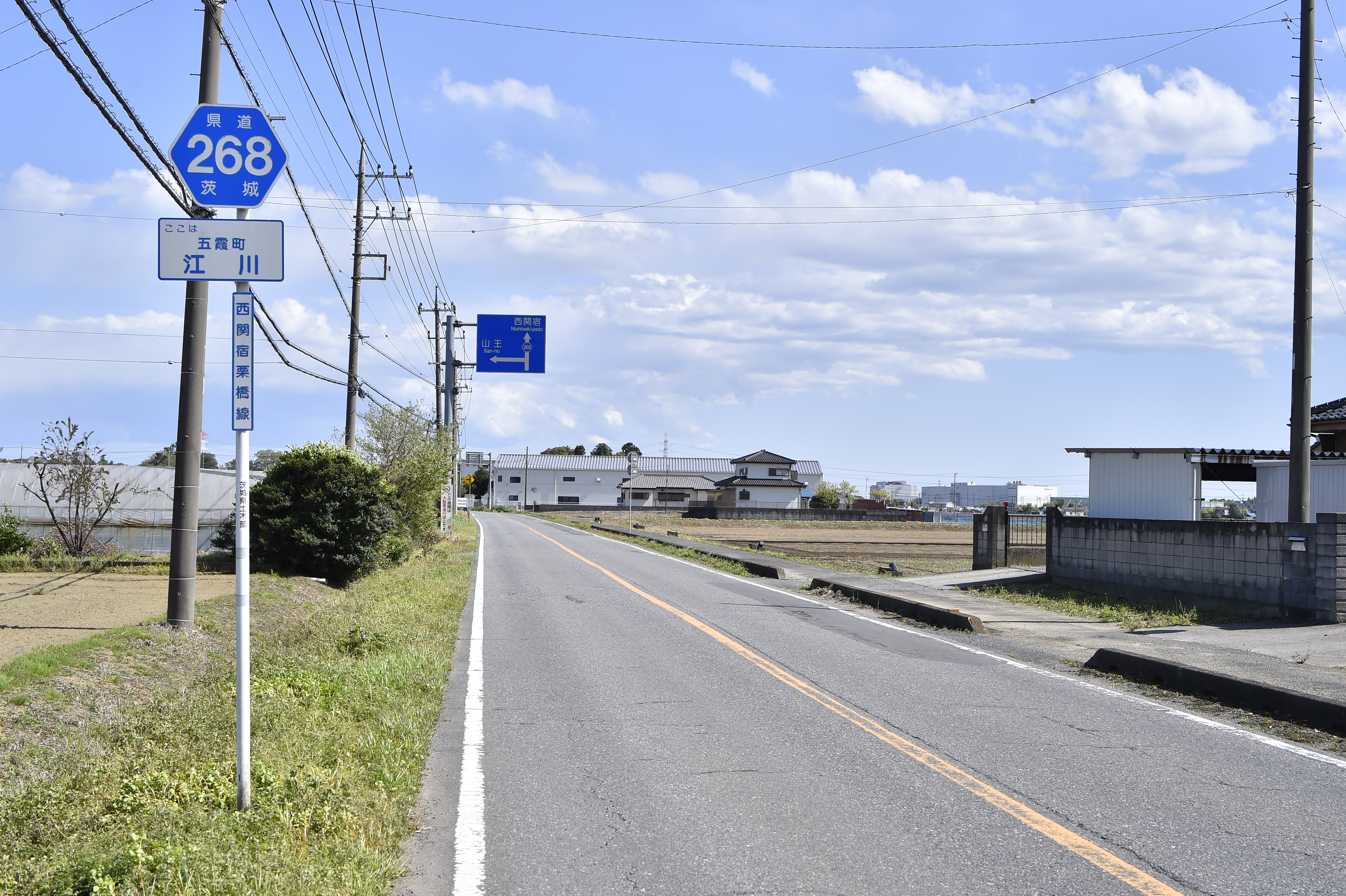
茨城県五霞町江川（2021年4月）

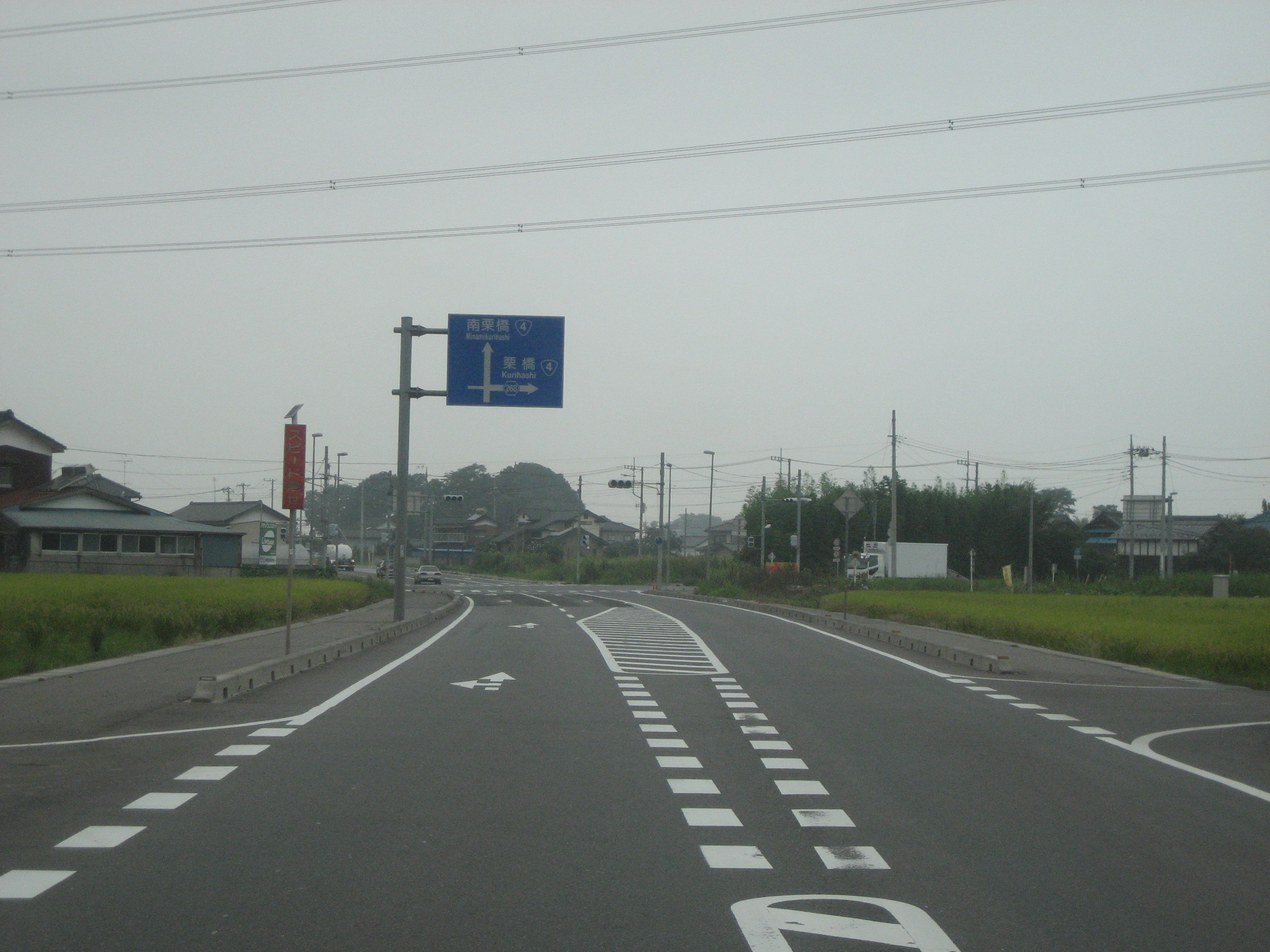
茨城県猿島郡五霞町新幸谷「南栗橋駅入口」交差点付近（信号機を右折する道路が県道。直進道路は五霞町道9号線）

埼玉県道・茨城県道268号西関宿栗橋線（さいたまけんどう・いばらきけんどう268ごう にしせきやどくりはしせん）は、埼玉県幸手市惣新田の埼玉県道26号境杉戸線から、茨城県猿島郡五霞町を経由し、埼玉県久喜市小右衛門の国道4号に至る県道である。

## 概要
茨城・埼玉・千葉の3県界付近の江戸川に架かる関宿橋の西詰から、埼玉県久喜市栗橋地域の国道4号・小右エ門（北）交差点まで、利根川右岸に沿って短絡する道路。起終点は埼玉県内にあるが、その途中にある路線の大部分の区間は茨城県内にあり、同県猿島郡五霞町内の主要幹線道路のひとつとなっている。
途中、五霞町新幸谷地区の南栗橋駅入口交差点で折れて、小手指 - 川妻地区間で大きく弧を描くようにカーブする。なお、この交差点から西に直進し、国道4号・工業団地入口交差点に接続するバイパス道路は、五霞町道9号線・久喜市道352号線である。

### 路線データ
- 起点：埼玉県幸手市惣新田（埼玉県道26号境杉戸線交点＝関宿橋交差点）
- 終点：埼玉県久喜市小右衛門（国道4号交点＝小右エ門（北）交差点）
- 総延長：*.* km（埼玉県区間：*.* km、茨城県区間：7.705 km[3]）
- 重用延長：*.* km（埼玉県区間：*.* km、茨城県区間：0.198 km[3]）
- 未供用延長：なし（埼玉県区間：*.* km、茨城県区間：0.0 km[3]）
- 実延長：3.857 km（埼玉県区間：*.* km、茨城県区間：7.507 km[3]）
- 自動車交通不能区間延長[注釈 1]：*.* km（埼玉県区間：*.* km、茨城県区間：0.0 km[3]）

## 歴史
1959年（昭和34年）10月14日、新たな県道として埼玉県北葛飾郡幸手町大字西関宿を起点とし、埼玉県北葛飾郡栗橋町（現、久喜市）を終点とする区間を本路線とする県道西関宿栗橋線として茨城県が県道路線認定した。
1995年（平成7年）に整理番号268となり現在に至る。

### 年表
- 1959年（昭和34年）10月14日
  - 現在の路線が路線認定される（図面対象番号249）[4]。
  - 道路の区域は、県界猿島郡五霞村大字江川から県界猿島郡五霞村大字川妻まで決定された[5]。
- 1966年（昭和41年）8月8日：猿島郡五霞村大字川妻において、建設省直轄河川事業に伴う県道の一部を廃止して、村道の一部を県道に編入[6]。
- 1969年（昭和44年）
  - 4月17日：猿島郡五霞村大字川妻字寺山 - 同字宿東の狭隘路（最小幅員4.0 m、延長342 m）を道路改良供用開始[7]。
  - 8月25日：猿島郡五霞村大字川妻字宿東 - 同字宿北の狭隘路（最小幅員3.5 m、延長331 m）を道路改良供用開始[8]。
- 1971年（昭和46年）8月9日：猿島郡五霞村大字川妻字宿北 - 同字西裏の狭隘路（468 m、最小幅員3.0 m）を拡幅改良供用開始[9]。
- 1976年（昭和51年）1月16日：猿島郡五霞村大字川妻 - 埼玉県久喜市の終点間を旧道から新道へ付替道路を供用開始[10]。
- 1978年（昭和53年）10月26日：猿島郡五霞村大字小手指の下宿橋を架け換え供用開始[11]。
- 1995年（平成7年）3月30日：茨城県区間の整理番号が、整理番号305から現在の番号（整理番号268）に変更される[12]。
- 2002年（平成14年）4月1日：猿島郡五霞町大字川妻の一部区間を、通行する車両の最大重量限度25トンの道路に指定[13]。
- 2004年（平成16年）3月22日：猿島郡五霞町大字小福田 - 同町大字小手指の区間を、通行する車両の高さの最高限度4.1mの道路に指定[14]。
- 2008年（平成20年）12月8日：猿島郡五霞町大字新幸谷 - 同町大字小手指の旧道（581 m）が指定解除され五霞町道へ降格[15]。
- 2009年（平成21年）4月1日：猿島郡五霞町大字小福田 - 同町大字川妻の区間を、通行する車両の最大重量限度25トンの道路に指定[16]。
- 2014年（平成26年）
  - 1月31日：猿島郡五霞町大字川妻（五霞第一幼稚園付近）の付け替え道路（595 m）を供用開始[17]。
  - 3月20日：猿島郡五霞町大字川妻（五霞第一幼稚園付近）の旧道（602 m）を指定解除[18]。

## 路線状況
道路法の規定に基づき、茨城県内の猿島郡五霞町江川（町道交差） - 同町小福田（五霞町役場）間は、緊急輸送道路として機能を維持するため、災害発生時の被害拡大防止を目的に道路用地内に電柱を建てることが制限されている。

### 道路施設
- 霞橋（権現堂川・茨城県五霞町 - 埼玉県久喜市県境）
- 下宿橋（茨城県五霞町小手指）

## 地理

### 通過する自治体
- 埼玉県
  - 幸手市 -
- 茨城県
  - 猿島郡五霞町 -
- 埼玉県
  - 久喜市

### 交差する道路
- 埼玉県道26号境杉戸線（埼玉県幸手市惣新田）
- 埼玉県道42号松伏春日部関宿線（埼玉県幸手市惣新田）
- 茨城県道267号幸手境線（茨城県猿島郡五霞町小福田）
- 新4号国道（春日部古河バイパス）（茨城県猿島郡五霞町小福田）
- 国道4号（埼玉県久喜市小右衛門）

### 沿線施設
埼玉県幸手市
- 幸手放水路（幸手樋管：中川上流排水機場）

茨城県五霞町
- 五霞町立五霞東小学校
- 五霞町保健センター
- 五霞町役場
- 権現堂調整池

埼玉県久喜市
- 権現堂調整池
- ボートピア栗橋